# Alexa Toolbar
Alexa Toolbar es una aplicación producida por Alexa Internet, es un Browser Helper Object para Internet Explorer en Windows que usa Alexa para medir las estadísticas del sitio web. Incluye un bloqueador de pop-ups, una cuadro de entrada al motor de búsqueda, un enlace a Amazon.com, un enlace a Alexa, información sobre la calificación actual de Alexa del sitio web que el usuario está visitando, y enlaces relevantes al sitio que el usuario navega. A principios de 2005 hubo más de 10 millones de descargas de la barra de herramientas, según Alexa.
Hay algunas preocupaciones sobre la privacidad de la barra de herramientas, ya que pide datos del sitio desde Alexa y no hay información sobre cuánto tiempo de uso de Alexa almacena estos senderos.
La Alexa Toolbar para Internet Explorer 7 es considerada malware por Microsoft y, como tal, no se puede instalar en Windows Vista.
Un desarrollador tercero suministró un plugin para el Mozilla Firefox que sirve como la única solución después de que Amazon abandonara su barra de herramientas A9. El 16 de julio de 2007 Alexa publicó una barra de herramientas oficial para Firefox llamado Sparky.